# Фотометрія (астрономія)
Фотометрія (дав.-гр. φῶς, родовий відмінок φωτός — світло і μετρέω — вимірюю) в астрономії — це техніка, що застосовується в астрономії для вимірювання потоку або інтенсивності електромагнітного випромінювання астрономічного об'єкта. Як правило, методом фотометрії можливо проводити вимірювання у великих діапазонах довжин хвиль електромагнітного випромінювання. У разі, коли вимірюється не тільки кількість випромінювання, але і проводиться його розподіл за довжинами хвиль використовується термін спектрофотометрія.

## Методика
Методи, використовувані для виконання фотометрії залежать від діапазону довжин хвиль, в якій проводиться дослідження. У найпростішому варіанті фотометрія проводиться шляхом збору випромінювання в телескоп. Крім того, можливо пропустити отримане електромагнітне випромінювання через спеціалізовані оптичні фільтри, із захопленням і записом світлової енергії за допомогою світлочутливих інструментів. Набір смуг (фільтри) входять у поняття системи виміру.
Історично, фотометрію в ближній інфрачервоній і довгохвильової ультрафіолетової частини спектру здійснювали за допомогою фотометра — фотоелектричного приладу, розробленого для вимірювання інтенсивності світла від одного і того ж об'єкта, спрямовуючи його промінь на фоточуттєвий елемент. Ці фотометри згодом у більшості своїй були замінені на прилади, створені на базі ПЗЗ-камер, які можуть одночасно фіксувати зображення декількох об'єктів. Тим не менш, фотоелектричні фотометри як і раніше використовуються в деяких випадках, наприклад, коли не потрібно високої роздільної здатності.
Сучасні методи зоряної фотометрії можна поділити на дві групи:
1. Апертурна фотометрія.
2. Фотометрія на основі профіля яскравості зображения зорі (PSF-фотометрія).

### Апертурна фотометрія
Принцип апертурної ПЗЗ-фотометрії полягає в інтегруванні значень інтенсивності по пікселях в межах певної області. Зазвичай використовують коло певного радіуса, хоча іноді беруть і кільця, і еліпси (насправді, через дискретність зображення, це будуть вписані багатокутники). Інструментальна зоряна величина обчислюється за формулою:
{\displaystyle m_{star}=-2.5lg(I^{S+F}-(N^{S+F}/N^{F})I^{F})},
де {\displaystyle I^{S+F}} — сумарна яскравість зорі і фону за {\displaystyle N^{S+F}} пікселями всередині заданої апертури; {\displaystyle I^{F}} — яскравість фону, оцінена за {\displaystyle N^{F}} пікселями.
У апертурній фотометрії розмір апертури вибирають з міркувань оптимальності: з одного боку, зменшити вплив сусідніх деталей зображення, та, з іншого боку, якомога більш точно виміряти яскравість зорі, для чого, звісно, потрібно, щоби якнайбільше засвічених нею пікселів «провалилось» у апертуру. Оскільки профілі інтенсивності зорі на матриці мають профілі з протяжними крилами, не все світло від зорі потрапить в апертуру. Тому необхідно оцінити вклад обрізаної частини профілю в реальну яскравість. Врахування цієї похибки називається поправкою за апертуру. Для її оцінки будують залежність яскравості зорі від радіуса апертури — апертурну залежність чи криву зростання. Величина поправки залежить від якості зображення. Так, на довгофокусних телескопах з оптикою гарної якості, розмитість зображення визначається головним чином спотвореннями хвильового фронту атмосферною турбулентністю. Тому вона може сильно мінятись від одного зображення до іншого і необхідно визначати апертурну поправку для кожного кадру окремо. Апертурну криву будують, як правило, за декількома яскравими та достатньо ізольованими зорями (потрібно щоб поблизу не було об'єктів). Крива апертурної залежності прямує при збільшенні радіусу до певної асимптоти, яка і дає оцінку повної яскравості зорі. Фундаментальний принцип, що лежить в основі застосування апертурної поправки до всіх інших зір зображення (не тих, за якими будувалась крива зростання) полягає в припущенні, що для лінійного по чутливості приймача типу ПЗЗ-матриці за відсутності дисторсії, функція розсіяння точки (тобто, двовимірний профіль яскравості зорі) однакова для всіх зір незалежно від їх яскравості та положення на зображенні. Таким чином, зображення слабких і яскравих зір різнитимуться лише масштабом. Звісно, в житті це припущення не зовсім справджується, проте, як показує досвід, помилки для апертурної поправки воно дає незначні.

### PSF-фотометрія
В основі PSF-фотометрії лежить описане вище припущення про якісну незмінність профілю зоряного зображення в залежності від яскравості об'єкта, враховується тільки можлива зміна PSF-профілю в залежності від положення на зображенні. Профіль зорі зазвичай представити певною емпіричною чи фіксованою модельною функцією (чи, іноді, і тим, і тим). Наприклад: Функція Гауса: {\displaystyle G(r){}\sim exp(-r^{2}/2a^{2})}
Модифікована функція Лоренца: {\displaystyle L(r){}\sim 1/(1+(r^{2}/a^{2})^{b})}
Функція Моффата: {\displaystyle M(r){}\sim 1/(1+r^{2}/a^{2})^{b}},
де a — ширина профілю; b — деякий дійсний коефіцієнт.
Для визначення функції розсіяння точки (PSF — Point Spread Function) потрібно декілька достатньо ізольованих «стандартних» зір (так званих PSF-зір), які б знаходились по можливості в областях з найбільш рівномірним оточуючим фоном. За цими обраними PSF-зорями отримують усереднені та нормовані на одиничне значення параметри наближення профілів зір. Далі, маячи ці параметри, вписують обчислене наближення в профілі інших зір, і за зміною нормувального множника оцінюють їх яскравість

## Застосування
- Інші фізичні властивості об'єкта, такі як температура або хімічний склад, можуть бути визначені за допомогою спектрофотометрії. Як правило, спектрофотометрические вимірювання декількох об'єктів, отримують з допомогою двох фільтрів і побудовою діаграми «колір-величина».
- Фотометрія також використовується для дослідження варіації світла об'єктів, наприклад, змінних зірок, малих планет, активних ядер галактик і наднових, або виявлення планет, розташованих за межами сонячної системи. Вимірювання цих відхилень можуть бути використані, наприклад, для визначення періоду обігу і радіусів членів затменной подвійної зоряної системи, періодів звернення малих планет або зірок або сукупної спалахи енергії наднової зірки.